# إيفان ريد
إيفان ريد (بالإنجليزية: Evan Reed)‏ هو لاعب كرة قاعدة أمريكي، ولد في 31 ديسمبر 1985 في سان لويس أوبيسبو في الولايات المتحدة.

## وصلات خارجية
- إيفان ريد على موقع دوري كرة القاعدة الرئيسي (الإنجليزية)
- إيفان ريد على موقعبيزبول رفرنس.كوم (الدوري الرئيسي) (الإنجليزية)
- إيفان ريد على موقعبيزبول رفرنس.كوم (الدوري الثانوي) (الإنجليزية)
- إيفان ريد على موقع إي إس بي إن.كوم (أم.أل.بي) (الإنجليزية)
- إيفان ريد على موقع مشجعي الرسوم البيانية (الإنجليزية)